# Marais d'Orx
Le marais d’Orx est un ensemble de plans d'eau et de zones humides situé dans les communes de Labenne, Orx et Saint-André-de-Seignanx, au sud du département français des Landes, au nord de Bayonne et en retrait de l'océan Atlantique. Il est la propriété du Conservatoire du littoral depuis 1989 et est classé en réserve naturelle nationale depuis 1995. Sa gestion est assurée par le Syndicat mixte pour la gestion des milieux naturels des Landes depuis 2004.

## Présentation
Le marais présente la forme d’un croissant orienté nord–sud. Il s'étire sur 3,5 km de long et 1,5 km de large. Il est alimenté par les ruisseaux de Mourmaou et du Moulin de Navachon, et par les canaux du Moura Blanc et de Moussehoun. Son exutoire est le Boudigau.
Il est traversé par une route digue datant du Second Empire qui le divise en deux grands ensembles :
- au nord : le « marais nord » (prairies de fauche, paturées, cultures conventionnées) et le « marais central » (vaste plan d'eau)
- au sud : le « marais sud dit Burret» (anciennement boisé de peupliers et réhabilité en marais), et le « marais barrage », (s’y côtoient zones humides de faible profondeur et zones de végétation hygrophile)

Sa formation pourrait provenir de la conjugaison de trois phénomènes : le souvenir d'une ancienne ride de l'écorce terrestre, le vestige de l'ancien lit de l'Adour et une lagune née de la formation du cordon dunaire.

### Toponymie
Le marais porte le nom du village voisin d’Orx. L’origine du toponyme Orx reste incertaine. Elle pourrait être un dérivé de ur, signifiant eau en basque. Sa mention la plus ancienne date de 1255, année où Henri III, roi d’Angleterre et duc d’Aquitaine concède l’exploitation d’un moulin « sur notre étang d’Orx, près de Labenne ». Le marais a connu ensuite diverses dénominations. L'une des plus fréquentes est le Grand Moura jusqu'à la fin du XVIIIe siècle. La carte de Cassini le signale sous le nom d'« étang d'Orx ». De nos jours, les termes de « domaine », « marais » ou « étang » cohabitent toujours.

### Historique
Le marais résiste du Moyen Âge au XIXe siècle aux tentatives successives de domestication que les populations locales n'encouragent pas. Pour elles, le marais est un réservoir de ressources naturelles exploitées pour la pêche, la chasse et la vaine pâture. Avant le détournement de l’Adour de son débouché naturel de Capbreton à Bayonne en 1578, peu d’informations sur le paysage du Marais d’Orx nous sont parvenues. Au XVIIIe siècle le marais est constitué d’un vaste étang de 1200 ha entouré de zones humides de près de 5 000 ha.
Au début du XIXe siècle malgré la loi de Napoléon 1er de 1807 sur assèchement des marais, il faudra attendre une quarantaine d’années pour que des travaux commencent. Sous le discours des physiocrates, l'idée que le marais est malsain se répand et les mentalités finissent par changer.  Dans sa Promenade sur les côtes du Golfe de Gascogne (1810), le botaniste Jean Thore évoque les possibilités nourricières qu'offrirait l'assèchement du marais d'Orx, ce à quoi les habitants (chasseurs, pêcheurs et éleveurs de bétail) s'opposent. L’ingénieur Lefevre-Béziers achète environ un millier d’hectares en 1850, et fait creuser à grand frais des canaux et des fossés mais ne parvient pas à assécher complètement le marais d’Orx, le conduisant à la ruine. En 1858, Napoléon III, très sensibilisé à la mise en valeur des Landes, achète le domaine d’Orx aux frais de l'Empire et l’offre à son cousin, le comte Alexandre Colonna Walewski, fils naturel de Napoléon 1er en remerciement des services rendus comme ministre des Affaires Etrangères. Ce nouveau propriétaire, avec l’ingénieur des Ponts et Chaussées, Henri Crouzet poursuit les travaux assèchement par le creusement d’un canal de ceinture de 22 kilomètres isolant les 1200 hectares du marais des bassins versants et par d’installation en 1863 de puissantes pompes refoulant les eaux du marais vers le Boudigau se jetant vers l’Océan. Un vestige de ces pompes frappées de l’aigle impérial est encore visible sur le site.

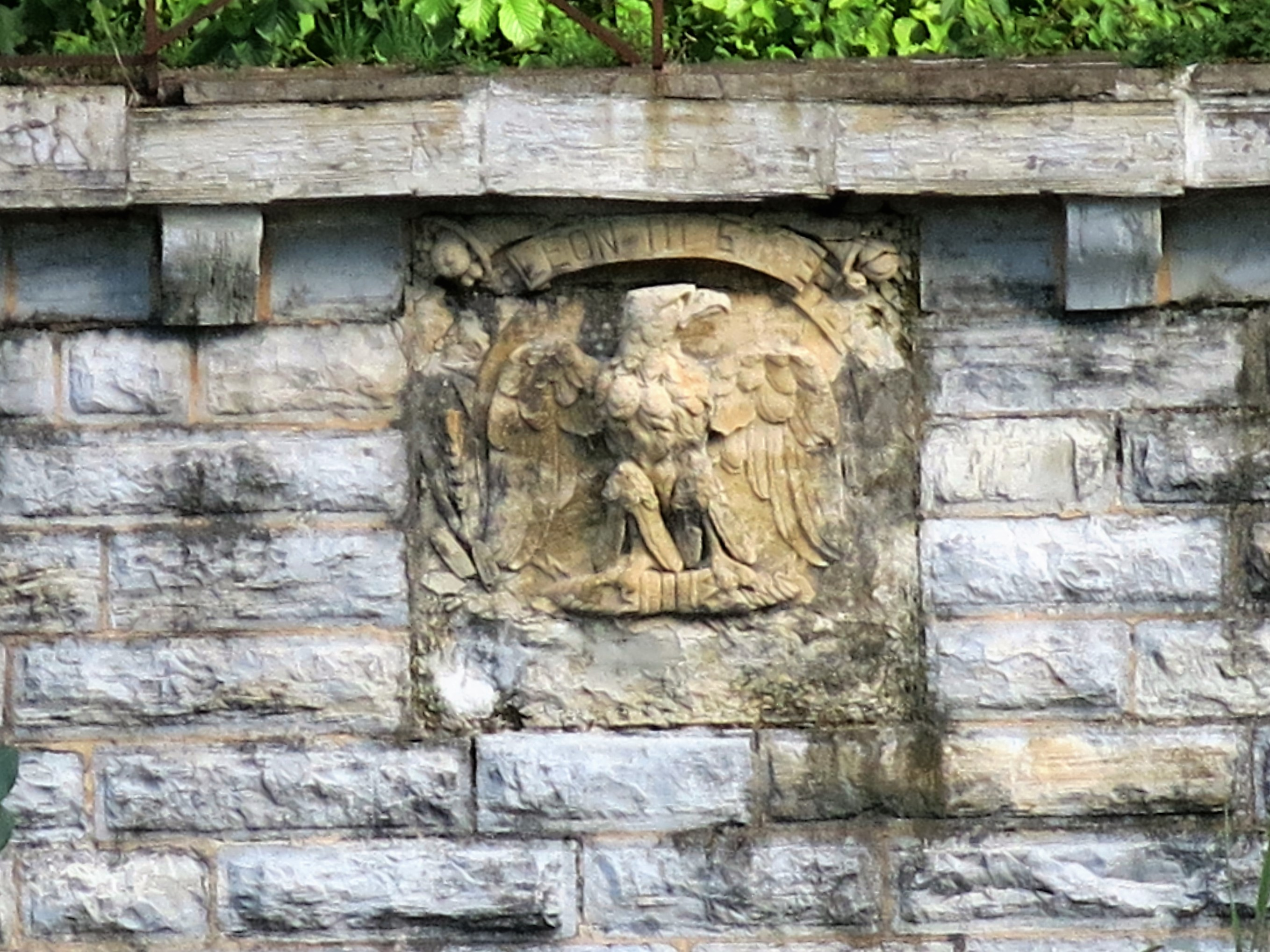
Restes des réservoirs Napoléon III frappé de l'aigle impérial.
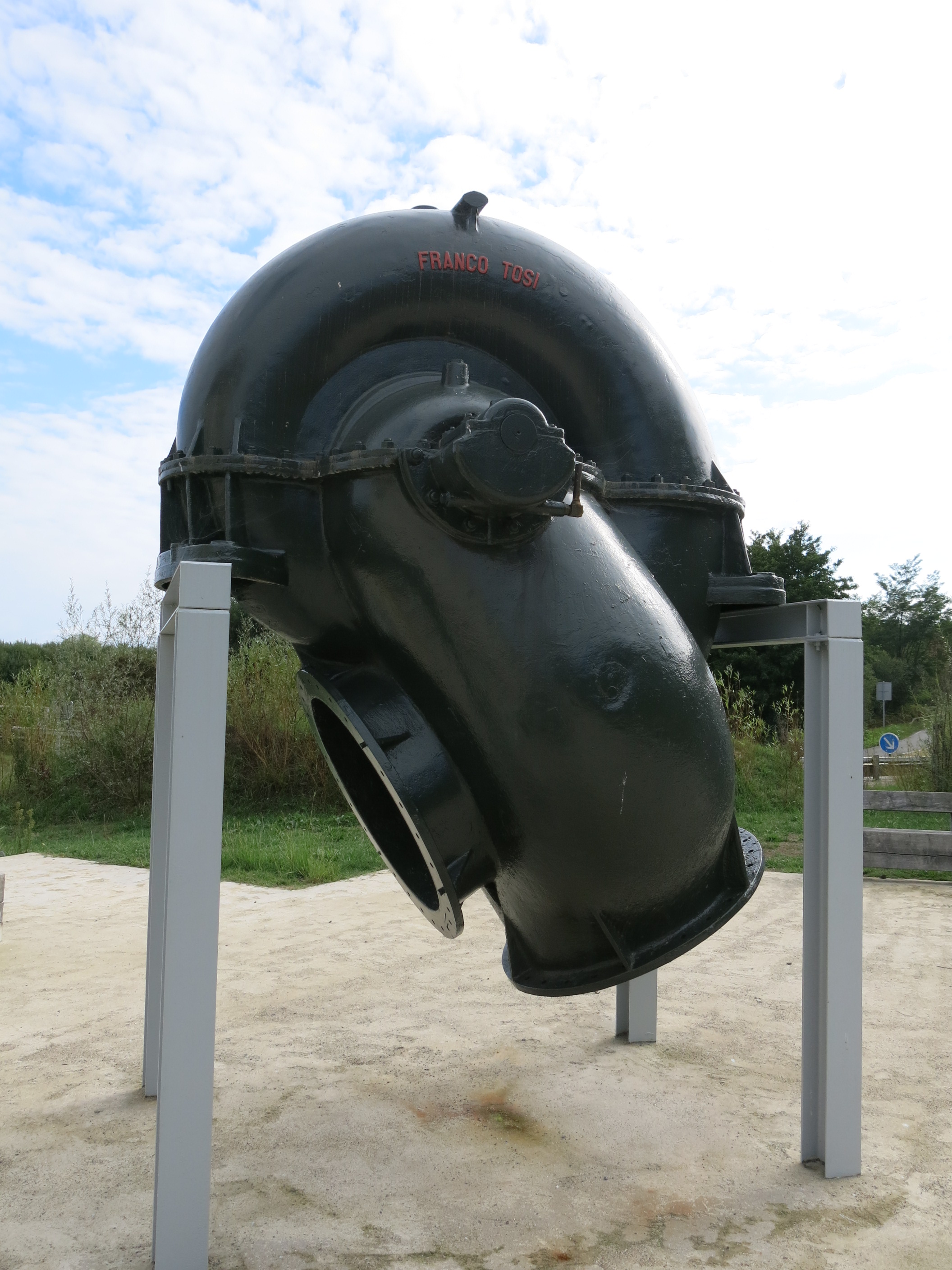
Ancienne pompe.

Une trentaine de métairies sont installées pour l’exploitation agricole du site (élevage, polyculture…). Ces fermes sont construites sur un même modèle architectural, certaines existent encore aujourd’hui et quatre ont été transformées en gîtes ruraux. À la mort du comte Walewski en 1868, Napoléon III rachète le domaine à sa veuve avec l'argent du trésor pour en faire cadeau à ses deux fils naturels Eugène et Alexandre Bure, pour lesquels il crée en 1870 les titres de comte d'Orx pour Eugène et de comte de Labenne pour Alexandre. En 1878, le comte d'Orx rachète la part de son frère et exploite les terres. A sa disparition en 1910, son fils Ferdinand prend sa suite mais une mauvaise entente entre les héritiers conduit à la vente du domaine en 1913 à Antoine et Louis Coyola. Les nouveaux propriétaires modernisent et mécanisent l'exploitation qui devient un modèle des expériences de développement agricole dans le sud ouest de la France. Les Coyolla installent des pompes à vapeur en 1918 puis des pompes électriques en 1923 ce qui permet de bien assécher le marais et l’exploitation agricole fait vivre une quarantaine de fermiers et une trentaine d’ouvriers. En 1940, Gérard et Bernard Coyola prirent la suite de leur père Antoine. En 1951 la culture du maïs hybride permet d’obtenir des rendements importants. Le choc pétrolier marque le déclin du domaine. Les coûts de pompage et d’entretien du polder sont alors prohibitifs et l’exploitation agricole du domaine conduite alors par monsieur de Château Vieux est en grande partie abandonnée en 1984. Le site laissé en friche est régulièrement inondé par les crues. La zone humide n'existe donc que depuis fin 1985, et sa capacité d'accueil pour les oiseaux migrateurs n'est véritablement révélée que depuis l'hiver 1988-89, date de la fermeture de la chasse.Le site est acheté par le Conservatoire du littoral en 1989 et en 1997, près de 800 hectares du site redevenu marais est classé en Réserve naturelle nationale.
De part et d'autre de la route, se trouvent les tourelles du Marais Central et du Marais Barrage, anciennes casemates datant de la Seconde Guerre mondiale ayant servi à la radiodétection des sous-marins et navires croisant au large.

### Classement
En 1989, le Conservatoire du littoral achète près de 1 000 ha du domaine. 2181 ha de zones humides associées au marais d'Orx font l'objet d'un inventaire ZNIEFF de type 2 dès 1983. La réserve naturelle nationale du marais d'Orx est créée par décret du 8 février 1995 sur une superficie de 774 hectares, notamment pour la fréquentation du lieu par la Spatule blanche.

La zone de protection spéciale du « Domaine d'Orx », constitutive du réseau Natura 2000, est créée par arrêté du 26 octobre 2004.
Le 27 octobre 2011, le marais d'Orx et les zones humides qui l'entourent sont reconnus site Ramsar. Sur le site, 247 espèces d'oiseaux différentes ont été identifiées, dont 137 migratrices.

## Galerie

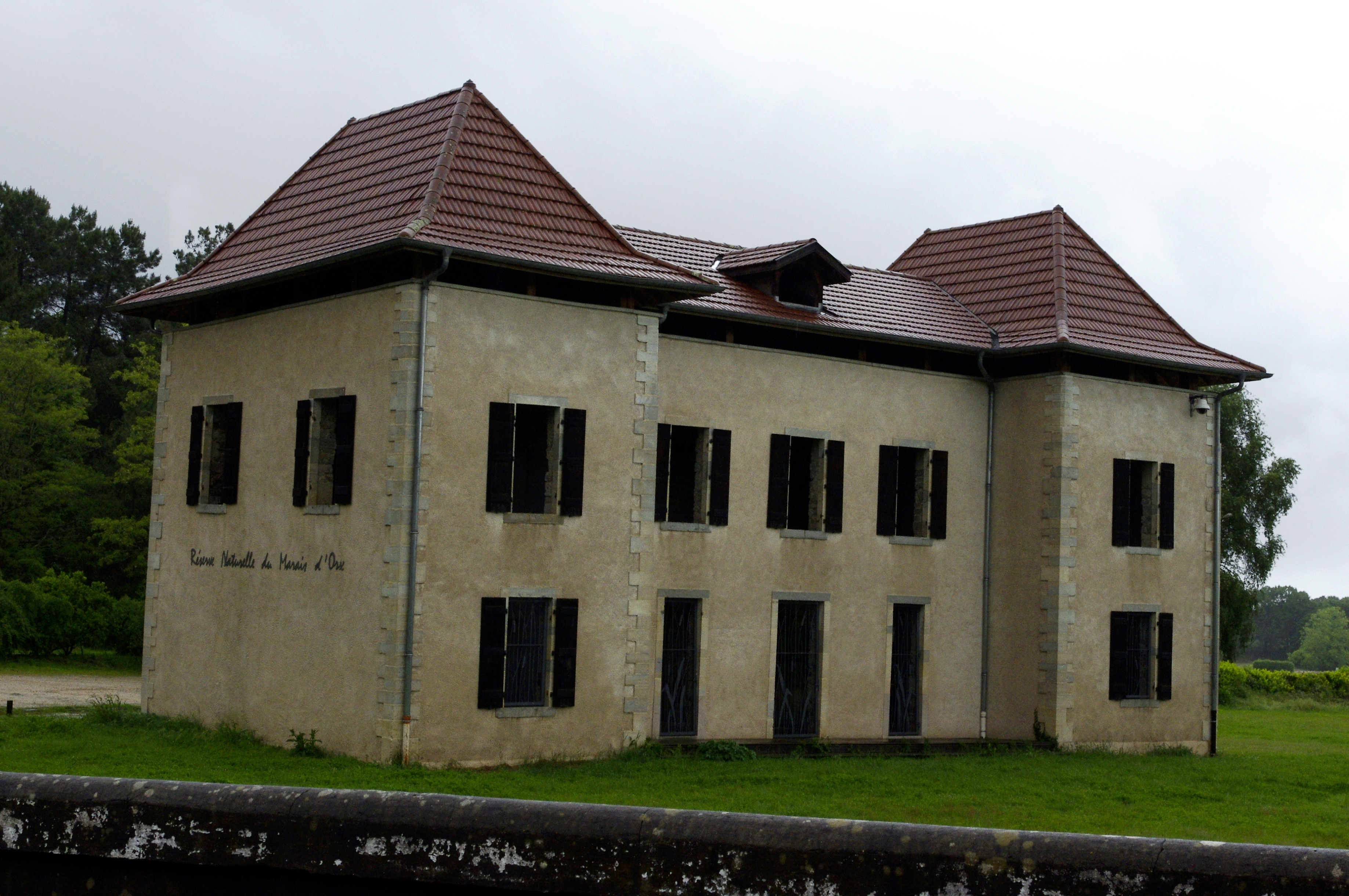
Le centre d'accueil du marais d'Orx.
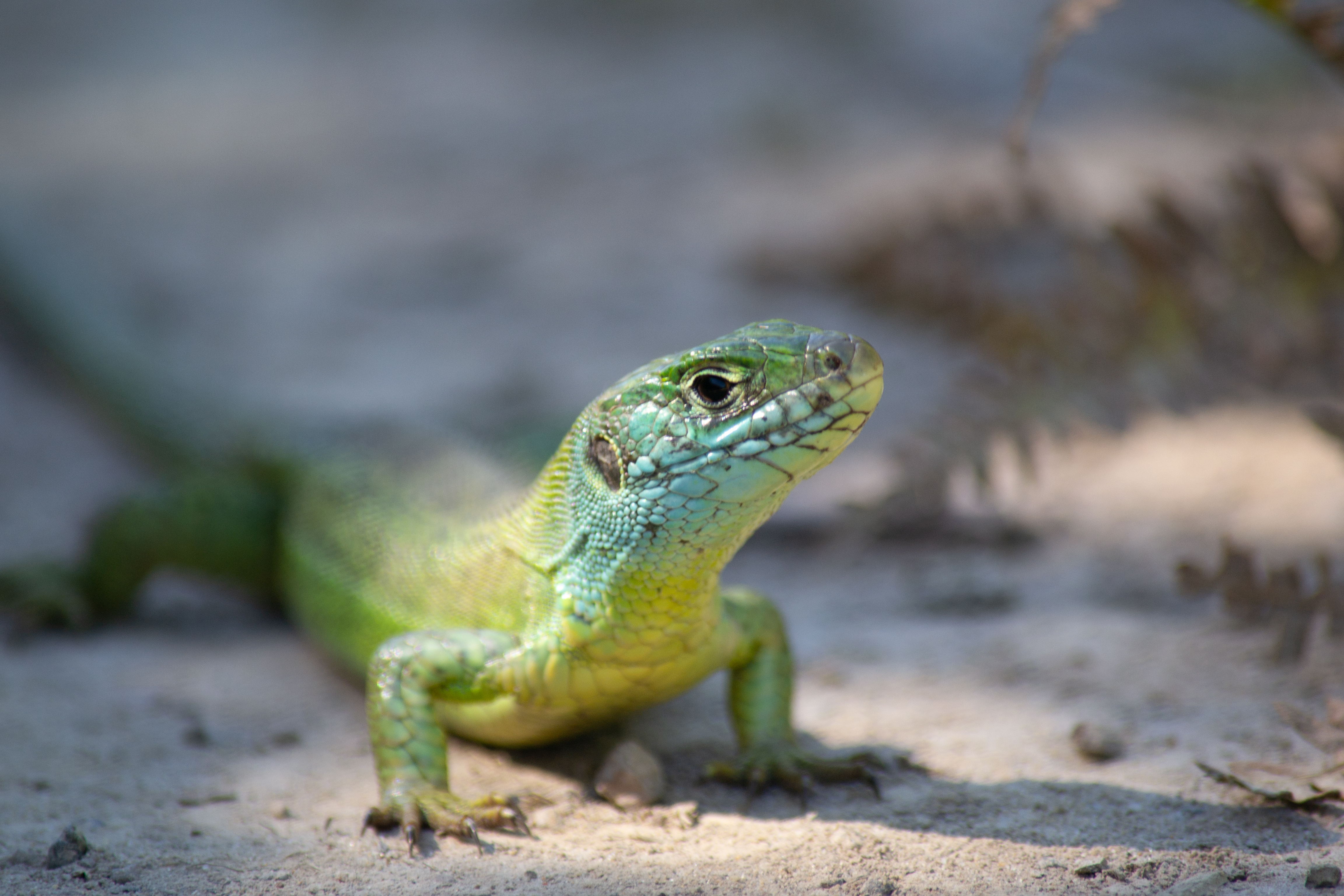
Lézard vert observé dans le marais d'Orx.
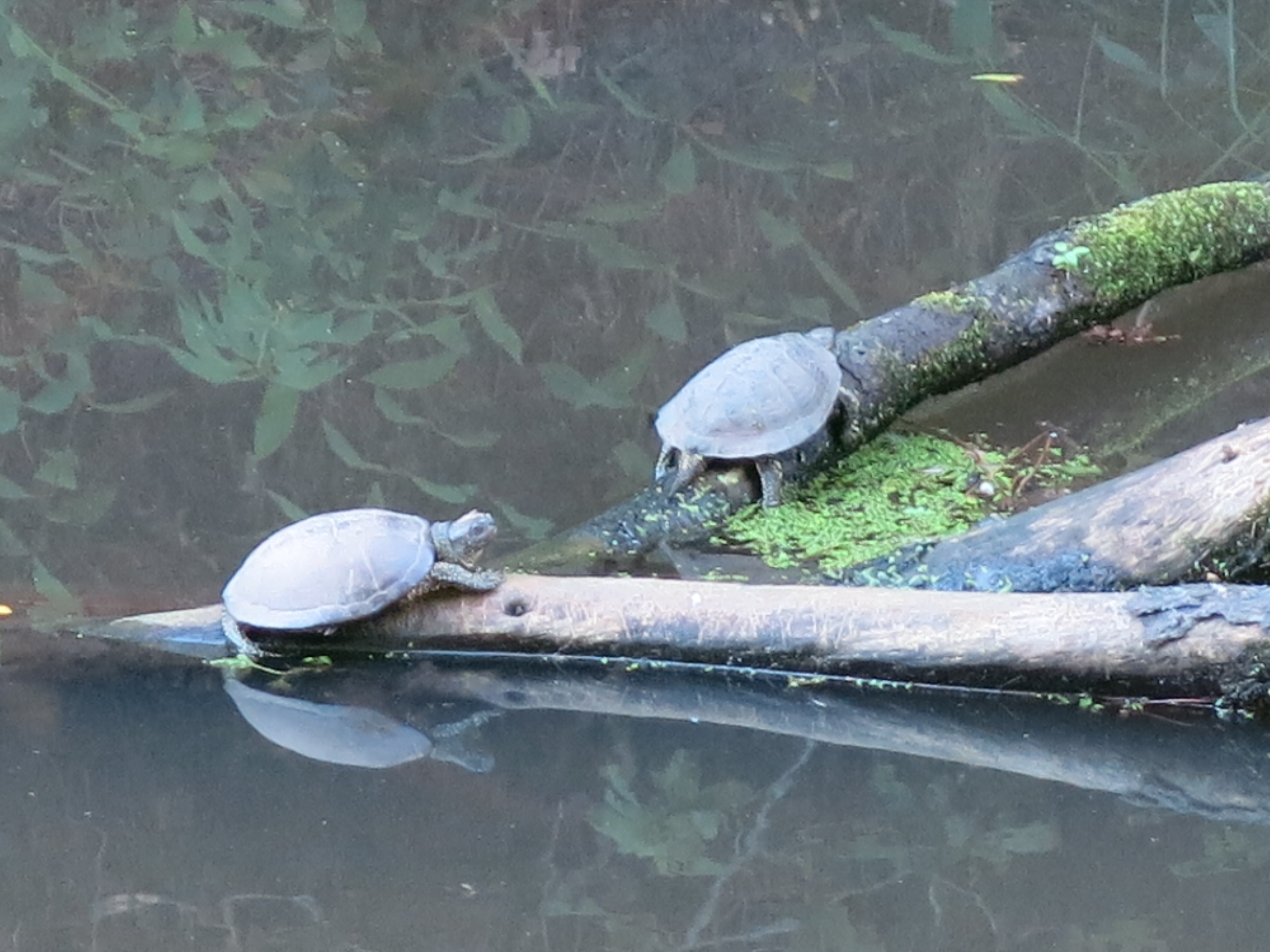
Cistudes.